# Finski jeziki
Finski jeziki (tudi baltofinski jeziki) so jezikovna družina uralskih jezikov, ki jih govorijo Balto-Finci okrog Baltskega morja. Jezike govori okrog 7 milijonov ljudi, ki večinoma živijo v Estoniji in na Finskem.
Tradicionalno se v to jezikovno družino uvršča osem jezikov. Glavna sodobna predstavnika družine sta finščina in estonščina, ki sta uradna jezika svojih nacionalnih držav. Drugi finski jeziki na območju Baltskega morja so ižorščina in votiščina, ki ju govorijo v Ingriji ob Finskem zalivu, ter livonščina, ki so jo nekoč govorili ob Riškem zalivu. Dalje proti severovzhodu se govorijo karelščina, ludiščina in vepščina na območju Ongaškega in Ladoškega jezera.
Od devetdesetih let 20. stoletja si več narodnostnih skupin prizadeva za priznanje svojih jezikov, saj so vzpostavile lastne pravopise ter jezike standardizirale. Primera sta vorujščina in setščina, ki jih nekateri jezikoslovci obravnavajo kot narečji estonščine, drugi pa ju smatrajo za samostojna jezika. Na severu Švedske in Norveške se govorita kvenščina in meankielščina, oba jezika pa imata status samostojnih manjšinskih jezikov. Včasih sta veljali za narečje finščine, saj sta medsebojno razumljivi s finščino.  Na Finskem do leta 2009 karelščina ni imela statusa samostojnega jezika, čeprav je samostojnost jezika jezikovno nevprašljiva.
Jeziki z manjšim številom govorcev veljajo za ogrožene. Zadnji materni govorec livonščine je umrl leta 2013, votiščino pa govori le še nekaj deset ljudi. Navkljub ogroženosti se tudi za te jezike razvija jezikovno izobraževanje ter standardizacija.
Do največjih razlik med finskimi jeziki prihaja vzhodno od Finskega zaliva v okolici Sankt Peterburga. Po ocenah filološke študije naj bi starost skupnega jezikovnega prednika znašala malo več kot 1000 let. Po dataciji Mikka Heikkilä se je diverzifikacija pričela okrog leta 150 n. št, ko se je kot prva odcepila južna estonščina. Starejše ocene začetek diverzifikacije postavljajo v še zgodnejše obdobje, do 1000–600 pr. Kr. Jezikoslovci so enotnega mnenja, da se je protofinščina govorila na obalah Finskega zaliva.